# Girsnäs
Girsnäs är en tätort i Borgå stad (kommun) i landskapet Nyland i Finland. Tätorten ligger på Kråkö. Vid tätortsavgränsningen den 31 december 2021 hade Girsnäs 243 invånare och omfattade en landareal av 1,94 kvadratkilometer.